# Tales of Phantasia: Narikiri Dungeon
Tales of Phantasia: Narikiri Dungeon (テイルズ オブ ファンタジア なりきりダンジョン?, Teiruzu obu Fantajia Narikiri Danjon) è un videogioco di ruolo per Game Boy Color pubblicato dalla Namco il 10 novembre 2000 in Giappone, dove ha venduto circa 136,000 copie. Il genere caratteristico di Tales of Phantasia: Narikiri Dungeon è denominato Dungeon RPG (ダンジョンRPG?, Danjon RPG). Si tratta del primo capitolo della saga di Tales of, ad avere un sequel. La storia del videogioco è ambientata 205 anni dopo Tales of Phantasia. A causa delle limitazioni del Game Boy, il gioco utilizza un sistema di combattimento chiamato Petit LMBS, una variazione "a turni" del Linear Motion Battle System usato dagli altri capitoli della serie.

## Altri media

### Anime
Sul videogioco sono stati basati tre speciali TV nel 2004 contenuti nel DVD Tales of Phantasia: Narakiri Dungeon Origins. 
I tre speciali si intitolano Tales of Phantasia and Narakiri Dungeon!, Tales of Phantasia: Narakiri Dungeon? Who's Ony! e Narakiri Dungeon: New Islands e hanno tutti la durata di trenta minuti.